# ギミリオー
ギミリオー （Guimiliau、ブルトン語:Gwimilio）は、フランス、ブルターニュ地域圏、フィニステール県のコミューン。

## 由来
町の名はブルトン語のgwic（町の教区）に由来する。この名称はラテン語のvicusと聖ミリオー（Miliau）に由来するものである。1330年にはPloemilau、そして1459年にはPloemiliau、その後Ploumiliauとなり、1793年にはGuimilian、1801年にGuimiliauとなった。

## 地理

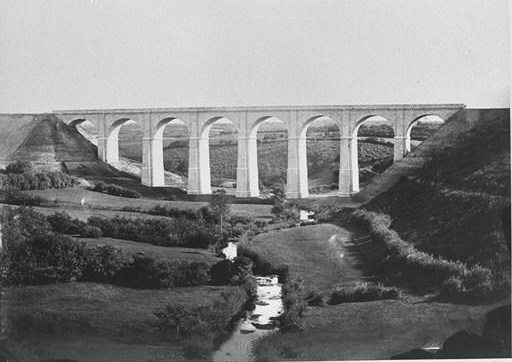
ペンゼ川に架かる高架橋。1860年代

近郊の村、プルネウール＝メネズから源を発するペンゼ川がギミリオーの東側から流れ、32mの高さのある鉄道のパリ-ブレスト路線の高架橋がコミューンを横切る。この沿岸河川には支流、ギミリオーのすぐ下流を流れるCoatoulzac'h川がある。パリ-ブレスト路線の高架橋は1865年に完成し、ギミリオーには停車する鉄道駅があったが、地元の納税者を犠牲にして小駅が建設されたのは1900年であった。ギミリオー駅は現在も営業している。
ギミリオー集落は標高120mのところにある。コミューンの南約9kmのところには、アルモリカ地域圏自然公園がある。
サント・ブリジットの花崗岩（片麻岩）はギミリオー・プルゴンヴァン（Guimiliau-Plougonven）と呼ばれ、地質学的には先カンブリア時代の地塁から産する。アレ山地はさらに南にあり、地溝と一致する。

## 歴史

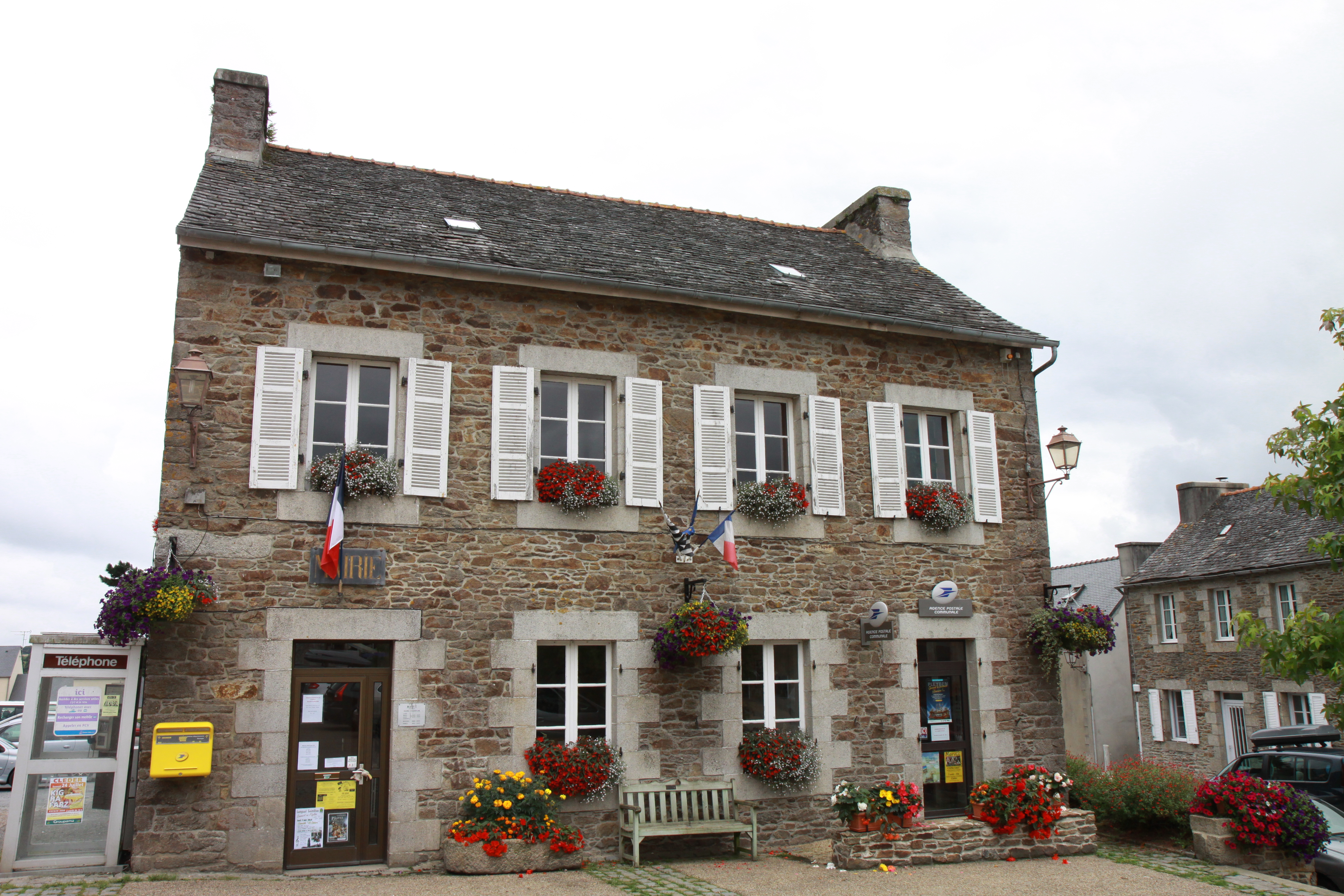
コミューン庁舎

ギミリオーへの人の定住は、Roc'h Toullという岩によって証明されているように、旧石器時代にさかのぼる。岩はギクランの領域にあるが、ギミリオーとの境界付近にある。鉄器時代に作られた地下房も発見されている。
ギミリオーのケルアレ地区にある地下から、閃緑岩で磨かれた石斧と遺骨が1932年に発見された。この地下室は砂質の凝灰岩を東西に掘り、3つの部屋から構成されていた。最も大きな部屋で長さ3.5m、幅2m、高さ1.3mであった。第二の部屋は長さ2.9m、幅2m、高さ1.3mであった。第三の部屋は4mと3mであった。
ウォルジウム（Vorgium、現在のカレ）からアベール・ヴラクまで、プラウエン、ロクマリア＝ベリアン、ベリアンを経由してローマ街道が走っていた。
ギミリオー教区は、レオン司教区の中にあるレオン助祭管区に属し、聖ミリオーが守護聖人であった。また、教区にはランポール・ギミリオーという小教区があった。中世のギミリオーには3箇所のマノワールがあったことが証明されている。

### 帆布産業と、教会囲い地建設をめぐる近隣の村との競争
15世紀以降、ギミリオーはアマやアサを原料とする織物産業の中心であり、このためギミリオー一帯は富を蓄えた。ブルレス家はギミリオーで最も有名な一族で、帆布貿易で財をなし、富裕な農民であるジュロ（julod、julotとも）となった。彼らはペンゼ川に6箇所の洗濯場（ブルトン語ではkanndiと呼ばれ、帆布産業と共に発展）、そして織り機140台を一帯に所有していた。エルヴェ・ブルレスも織り機と脱穀機を作り始めた。
フロリアン・ル・ロワは、16世紀後半に教会囲い地が建設された理由の1つをこう説明する。
『競争相手の町から町へ自由が与えられていた。四半世紀の間、我々は泉、カルヴェール（キリスト磔像）、教会の説教壇、礼拝行進で用いる十字架といったもので死ぬまで争うことになった。同時期、サン＝テゴネックのファブリシアン（fabricien、教区の世話人）とギミリオーのファブリシアンは、最初は凱旋門、そして第二に150人もの人物が彫られた、ユグノー戦争の際に見られた騎兵とランツクネヒトが全体に展開したカルヴェールを受注した。ただちにサン＝テゴネックは、ギミリオーが自分たちを超えられないように、キリストとともに磔刑にされた2人の強盗の十字架像を受注した。プレバンは記念碑のポーチとカルヴェールを最終的に奮発した。ギミリオーはその後、洗礼堂、パイプオルガンの外装ケース、我々が目にした説教壇を望んだのである。素晴らしい！サン＝テゴネックはローマのサン・ピエトロ大聖堂にふさわしい説教壇、そしてモルレーの彫刻家レスパニョールの手による墓碑を手に入れてすかさず反撃した。孤立した山地の中にある全ての教区が、ライバル意識をむき出しにしたのである。シザンは凱旋門を持ち、コマナは驚くべきポーチを持ち、またボディリスもしかりであった！』
カルヴェールと同様、教会内の彫像や絵画は、子供に対しては公教要理の、大人に対しては説教のため、現代で言うところのバンド・デシネの役割を担っていた。

### 死の信仰の重要性
A・デロルムはこう述べている。
『サン＝テゴネックのように、ギミリオーはカルネル（karnels、納骨堂または墓地を指すブルトン語）の国の中心にある。どこにでも死者への信仰があり、さらに祖先への追憶が敬虔に保存され続けている。宗教的な建造物は全て神の栄光と御技を称えており、建物はまず神の慈悲を乞うているのである。それらは抜け落ちた記憶を呼び起こし、彼らは生きるための祈りを求め、そして人の命の儚さを示すのである。（中略）これが理由である。（中略）ギミリオーの教会の周りでは、墓地、カルヴェール、納骨堂、死者のための礼拝堂が周囲を飾り立てている。ギミリオーの聖なる凱旋門を通って中に入れば、そこは神聖な囲い地であるという、珍しい機能を持つ。死者の礼拝堂は、外側に説教壇がある。死者の日には多くの場合、説教壇にて教区司祭が説教し、葬儀の場を介して忠実に礼拝行進を指揮するのである。』

### 貧困
1775年1月13日、主任司祭はこのように記している。
『教区内やランポール・ギミリオー小教区内に居住する物乞いの人数は240人に増えた。割合では、人口12人から13人のうち1人が物乞いである。物乞いになる原因は仕事がないからである。（中略）特に職人である夫が病気となったら、家族を養うための賃金が足りない。教区内にはびこって悩ませているのは、酔っぱらいの存在である。』

### 革命
1789年4月、レスネヴァンのセネシャルに宛てて出された第三身分陳情書に、ギミリオー教区の代表が名を連ねた。
ケルバラネックにあってエニシダに覆われていた樹皮工場は、1801年に国家資産として売却された。

### 主任司祭が見たジュロ
ジャン・セヴェザンは、1861年から1872年まで、ギミリオーの主任司祭を務めた。彼は帆布の商取引と染色で富を蓄えた農民、ジュロ（julod）についてこう記している。
『ギミリオーの住民と、隣接する教区の住民たちは本質的に誇り高い人々です。このため彼らは無知であり、彼らの無知さは、他のものを、自分たちの教会の聖職者以上のものを信じているのです。（中略）誇りと自尊心に加え、ほとんどのギミリオー住民を特徴づけるのは、貪欲であることと、自分たちの教会とその聖職者に対しても浅ましく貪欲なことです。教区には、教会の管理人に1サンチームすら与えないうえ、そのことを自ら賞賛する者がいるのです。彼らはさらに、聖人に対して何も寄進しないよう他人に助言するのです。彼らはこう言います、政府から十分に資金をもらっているのだから、聖職者というものは自分たちより豊かなのだと。彼らは教会が美しく飾り立てられると喜びますが、教会への貢献は拒否します。聖職者が最も教会を使用しているのだから、これは聖職者の仕事なのだと言います。あなたはこれを信じられますか？年に1800フランから2000フランの収入が入る教区民が、聖職者に募金として3枚のコインを渡すだけでも勇気を必要とするのです。復活祭後の説教において募金をすることは、少しも私に価値あることに思えなかったのでしょう。私は全てを私の助任司祭に託します。』

### 19世紀

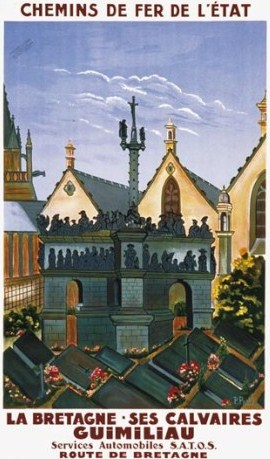
1930年代に描かれた国鉄のポスター。ギミリオー観光を勧奨している

1840年、12の商業市、それもウシとブタの売買に特化した市が毎年ギミリオーで開催されていた。そのうち3つの市は公式に認可されており、3月、7月、9月の第2水曜日に開催されていた。その他の9つの市は非公式で、古い昔から1月、2月、4月、6月、8月、9月、10月、12月、の第三月曜日に開催され、モルレーの副市長によって『非常に有用かつ重要』と言及されていた。
1878年、ブレスト商工会議所は、ロスコフに向かう鉄道のパリ-ブレスト路線をモルレーよりむしろギミリオーに接続するよう依頼した。しかし、ほとんどの関係者や機関からは満足のいく助言はもらえなかった。それでも、julodたちが建設を反対したにもかかわらず、ギミリオーに鉄道の停留所を建設することが決定した。以下の手紙は、ギミリオーの主任司祭ルイ・ケロードランが1899年9月に書いたものである。
『ご存知のように、我が親愛なる友よ、ギミリオーに停留所がつくられるのです。ジュロめ！たとえマン氏（フィニステール県議会議員アルベール・ド・マン）であっても、私のように停留所のために悩まされ、嫌がらせを受けたでしょう。私がジュロたちの利己的な意図を知っていたからです！それでも私はこのことを彼に明かすつもりはないのです。』
おそらくギミリオーのジュロたちは、社会的な事勿れ主義、保守主義を夢想し、技術的な進歩が新たな理念を持ち込むことを恐れていたのだろう。

### 農村の生活
ギミリオーは長い間、染色業、ウマの飼育や養蜂業が行われてきた。1849年に農業統計が発行され、そこには1836年から1846年にかけての生産について集約されていた。1831年当時の農業人口は1464人で、これはコミューンの総人口であった。1836年における土地利用の内訳は次のようになっていた。農地864ヘクタール、荒地とヒースが75ヘクタール、森林および雑木林と植林地23ヘクタール、草原22ヘクタールであった。コミューン内で5箇所の製粉所が稼働していた。ギミリオーの農家はコムギを273ヘクタール、オートムギを147ヘクタール、オオムギを130ヘクタール、ライムギを4ヘクタール、ソバを69ヘクタール、アマを14ヘクタール、アサを3ヘクタール、26ヘクタールの野菜（カブ、ビーツ、ニンジン、キャベツ）、クローバーを130ヘクタール、ジャガイモ43ヘクタール、ヨーロッパハリエニシダ71ヘクタールを栽培し、60ヘクタールの休耕地があった。172頭のウマ、223頭のウシ、120頭のブタ、18頭のヒツジ、100羽の食肉用ニワトリ、40羽のニワトリ、20羽のアヒル、そして144の蜂の巣を育てていた。

### 20世紀
ギミリオーの戦死者記念碑には、73人のフランスに命を捧げた者の名が刻まれている。そのうち62人が第一次世界大戦、7人が第二次世界大戦、4人がアルジェリア戦争の戦死者である。
1944年7月、ギミリオーの鉄道橋が連合国側によって空爆されている。
戦後、ギミリオーの農家は水耕栽培と、家禽やブタの飼育を営んでいる。

## 人口統計
| 1962年 | 1968年 | 1975年 | 1982年 | 1990年 | 1999年 | 2006年 | 2010年 |
| ------ | ------ | ------ | ------ | ------ | ------ | ------ | ------ |
| 786    | 756    | 700    | 760    | 791    | 814    | 921    | 986    |

参照元:1999年までEHESS、2000年以降INSEE
20世紀初頭まで人口増減は安定していたが、20世紀前半の2/3の期間に人口が50%以上減少した。これは農村からの人口流出のためである。人口が最小になったのは1970年、700人であった。しかし再び増加に転じて、1975年から2008年までの間に人口が243人増加した。1975年以降、転入者が増加に転じて、1982年以降は自然に増加している。1999年から2008年までを相対的に見ると、出生届数142人に対し死亡届数は76人であった。10年間で66人が自然増したことになる。ランディヴィジオとギミリオーは都市のラーバンコミュニティ現象を受けて、ベッドタウンに変貌している傾向がある。1999年から2007年の間に、住宅数は397軒から457軒と、8年間で15%増加した。住環境は本質的に住宅地である。

## 史跡
- 最も顕著とされる聖堂囲い地と、200人の像が刻まれたカルヴェール[26][27]
- 凱旋門は、『死者の門』を意味するブルトン語でPorz ar maroと呼ばれている。これは聖堂囲い地との往来を司っているからである。そこには2体の騎士が乗り、通常は鉄柵で閉じられ、結婚式や葬式の際に開く[4]。
- 青い御影石を用いたカルヴェールは、1581年から1586年の間につくられ、十字架にかけられたキリストとディスマスを描いている。キリストの生涯の異なる場面、東方三博士の礼拝といった場面が彫刻されている。
- サン・ミリオー教会 - フランボワイヤン様式とルネサンス様式の混合。
- 鐘楼 - 16世紀からある、ボーマノワール様式とゴシック様式。
- パイプオルガン - 黒い樫の木を材料としている。17世紀にトーマス・ダラム工房が作成。
- 洗礼堂 - 1675年完成
- 聖水盤 - ルネサンス様式
- サン・ミリオーの泉 - ランポール・ギミリオーとの境界近くに17世紀からある。

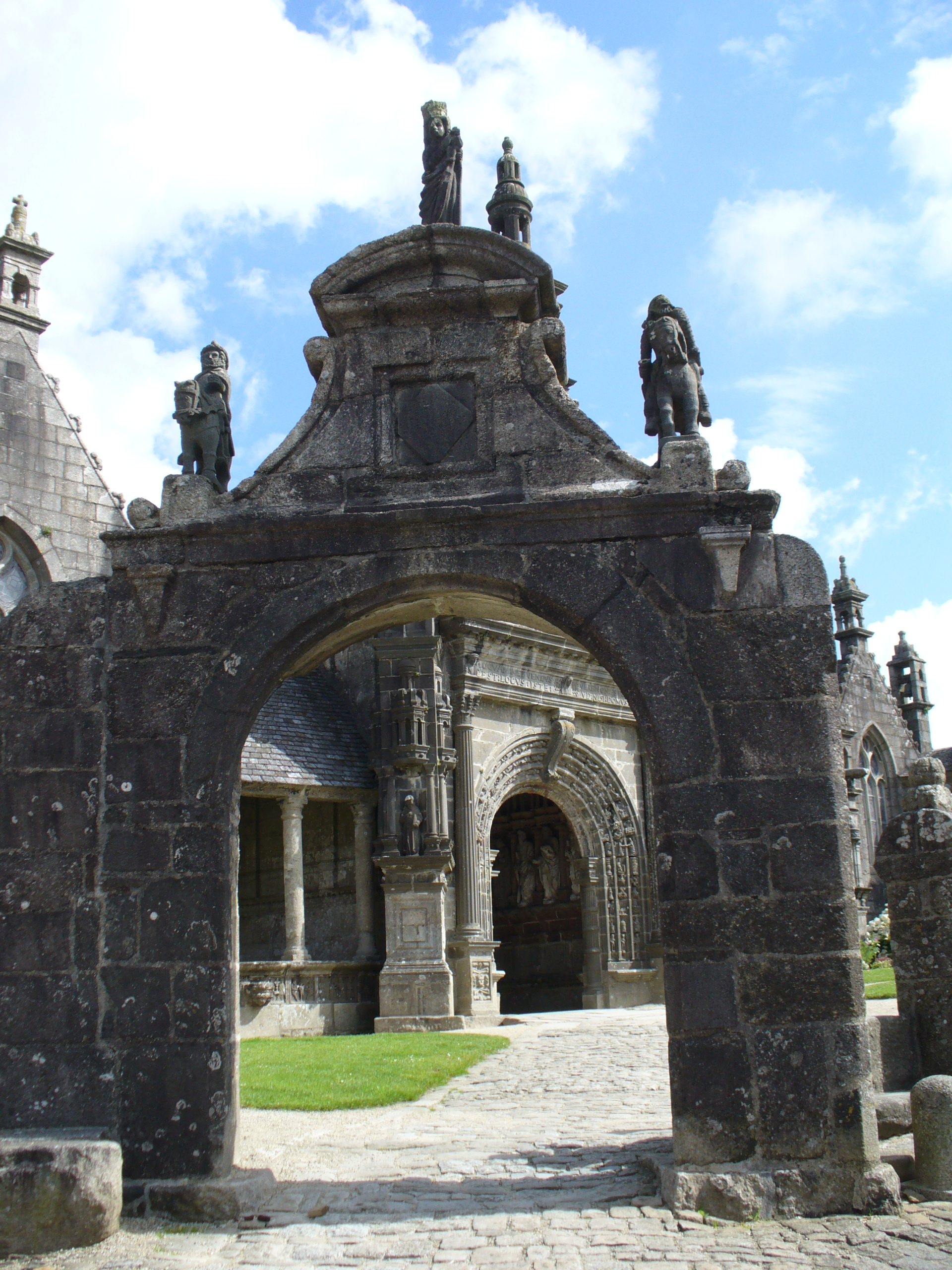
凱旋門
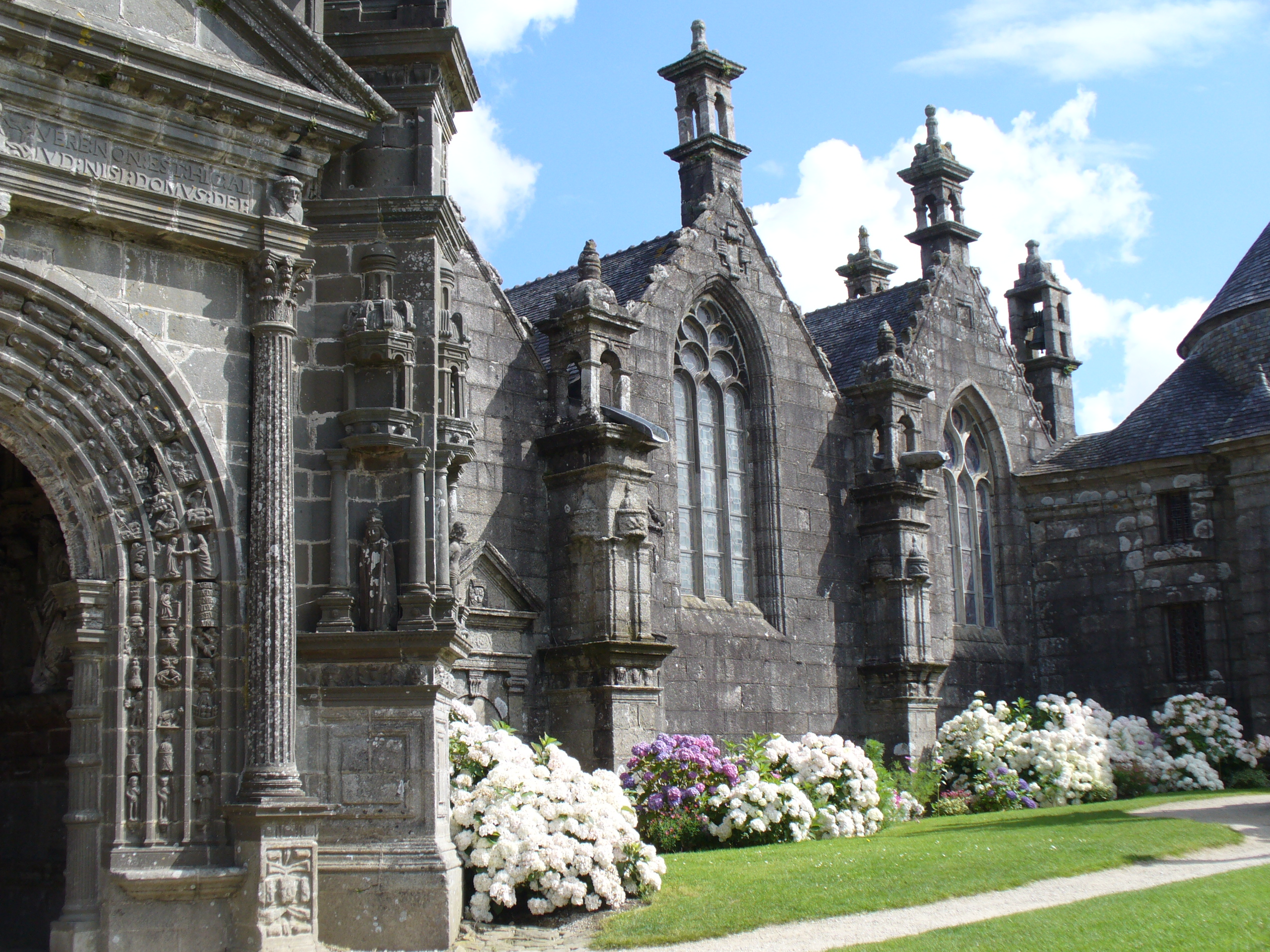
サン・ミリオー教会
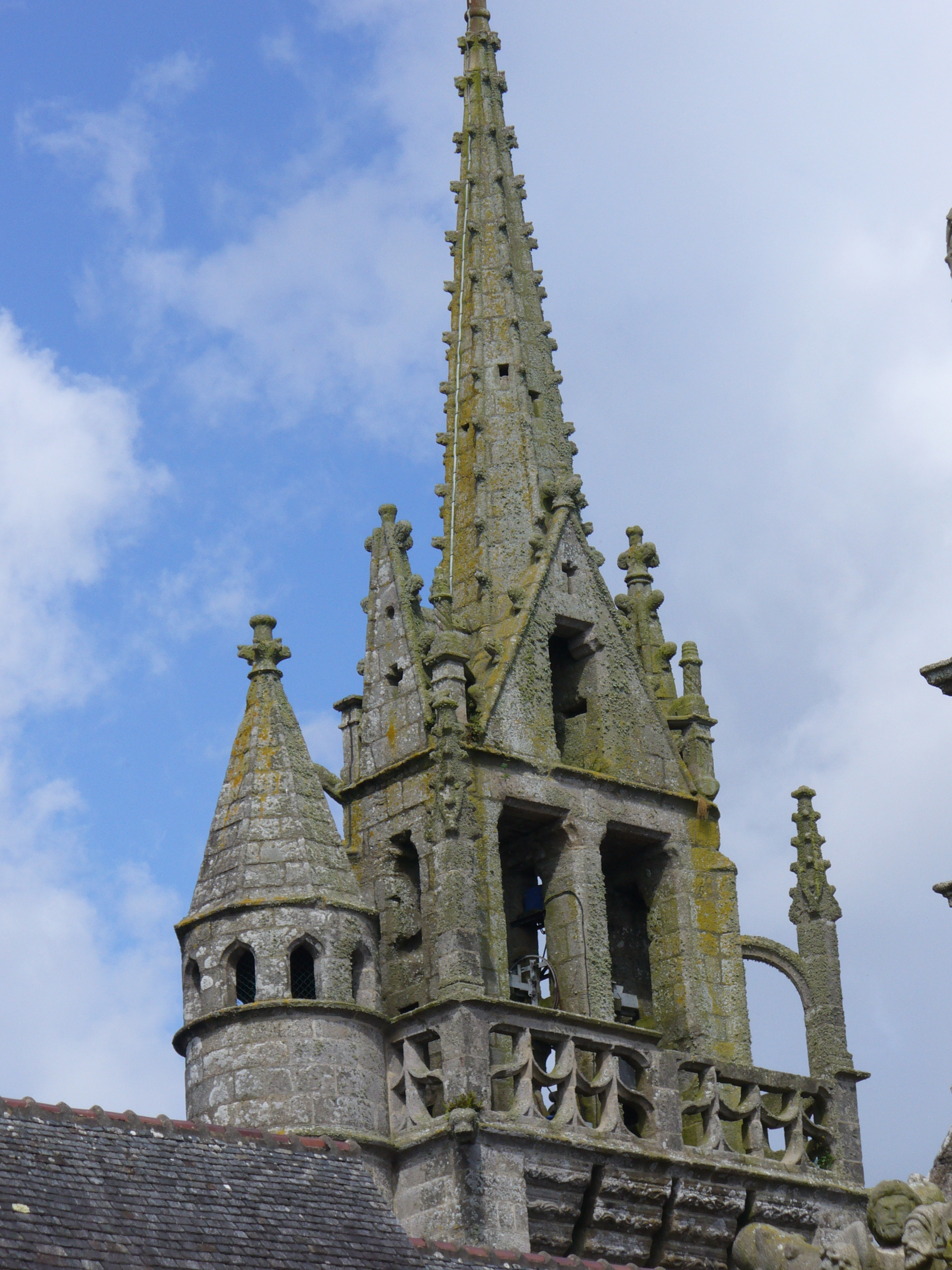
鐘楼
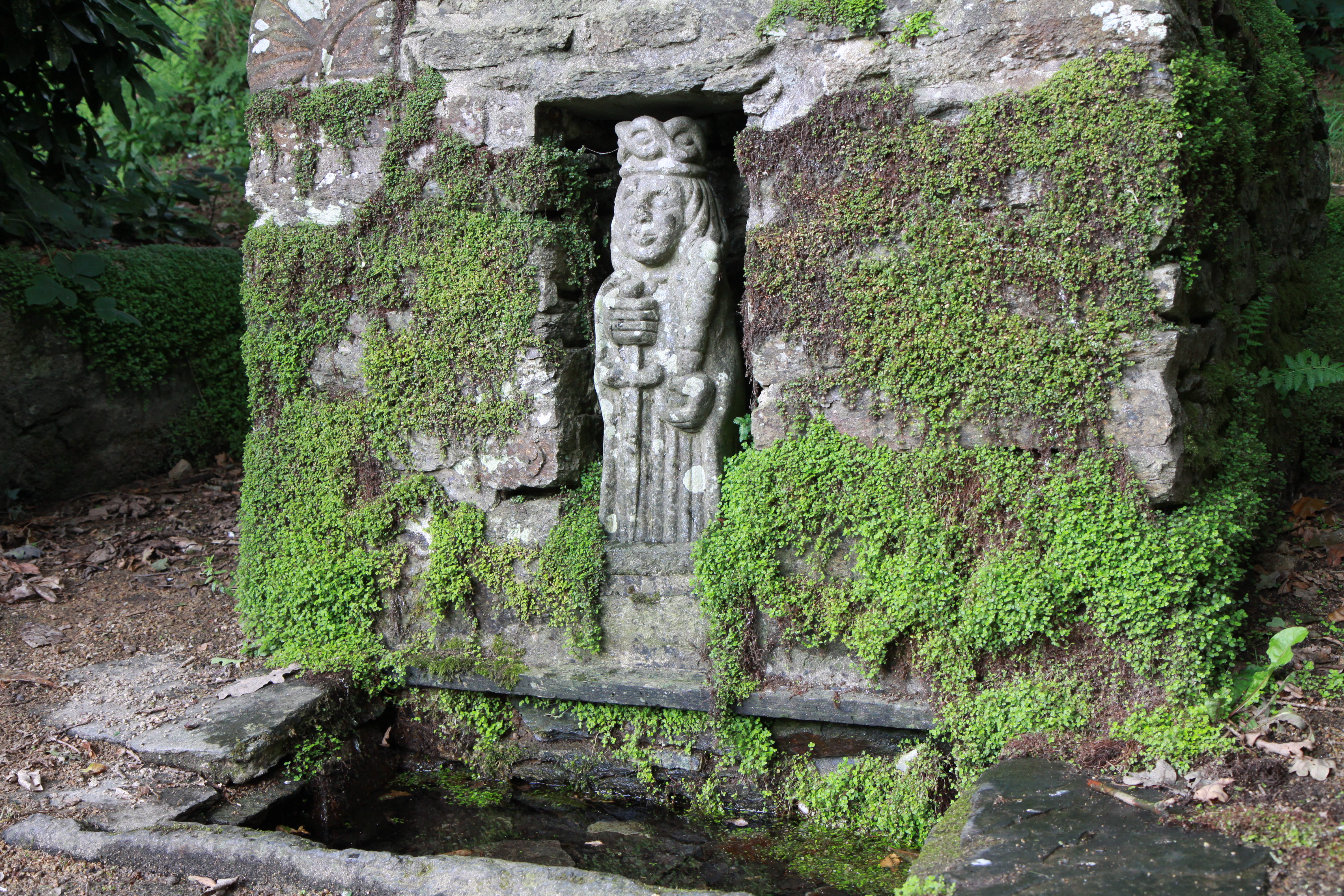
サン・ミリオーの泉
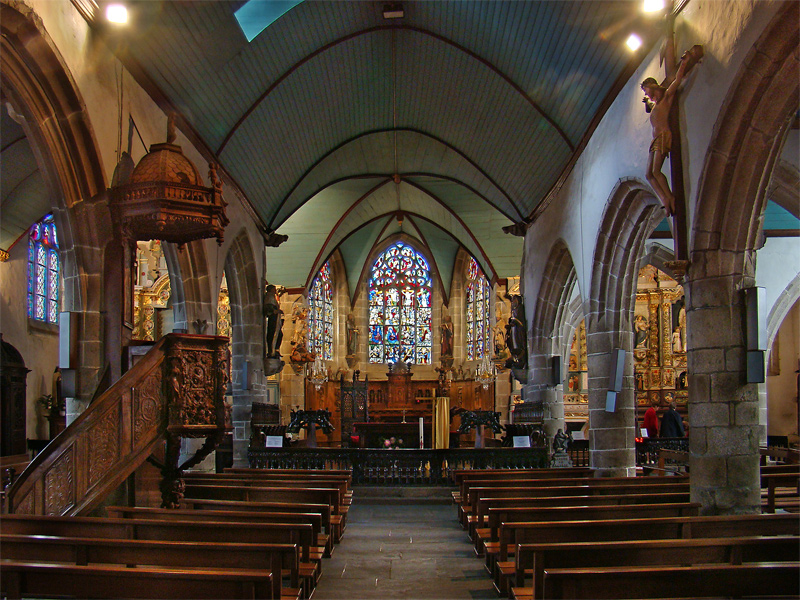
教会内部
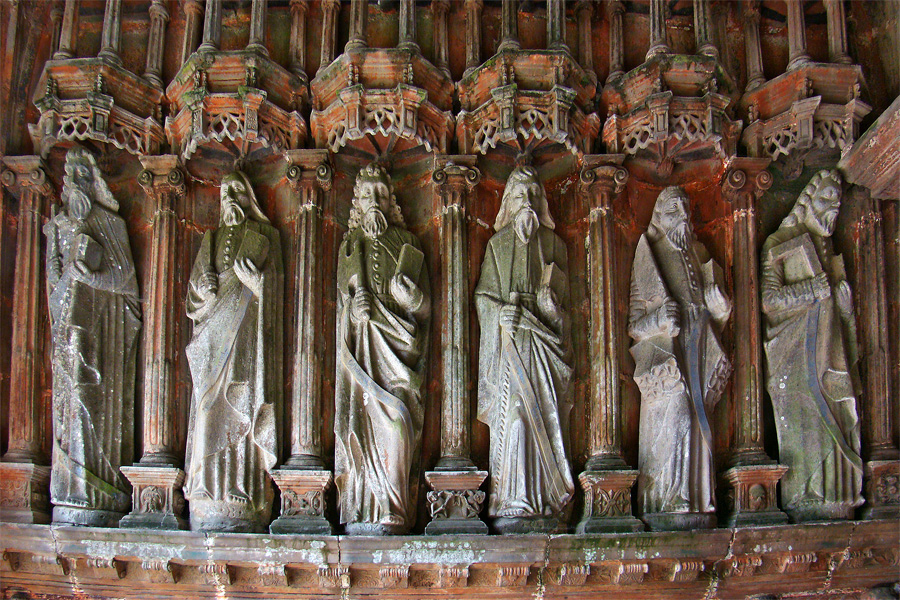
ポーチに並ぶ使徒像
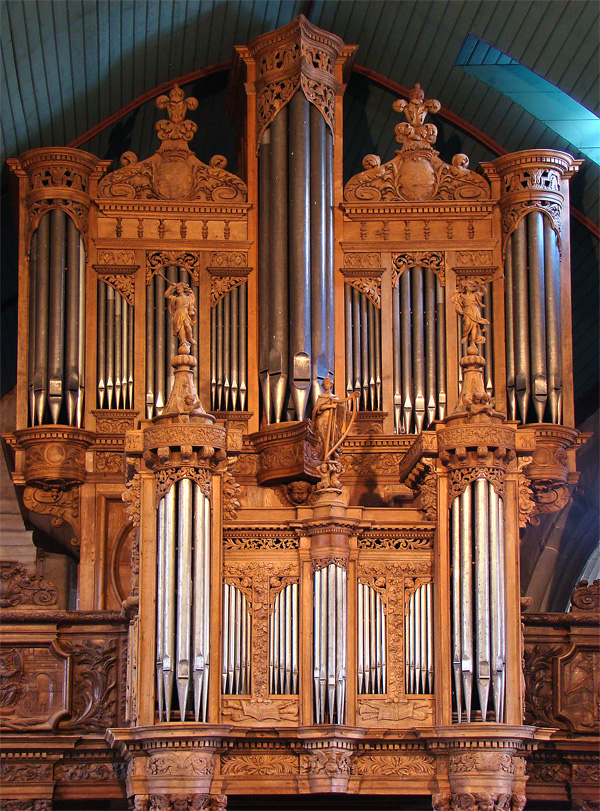
ダラム工房のオルガン
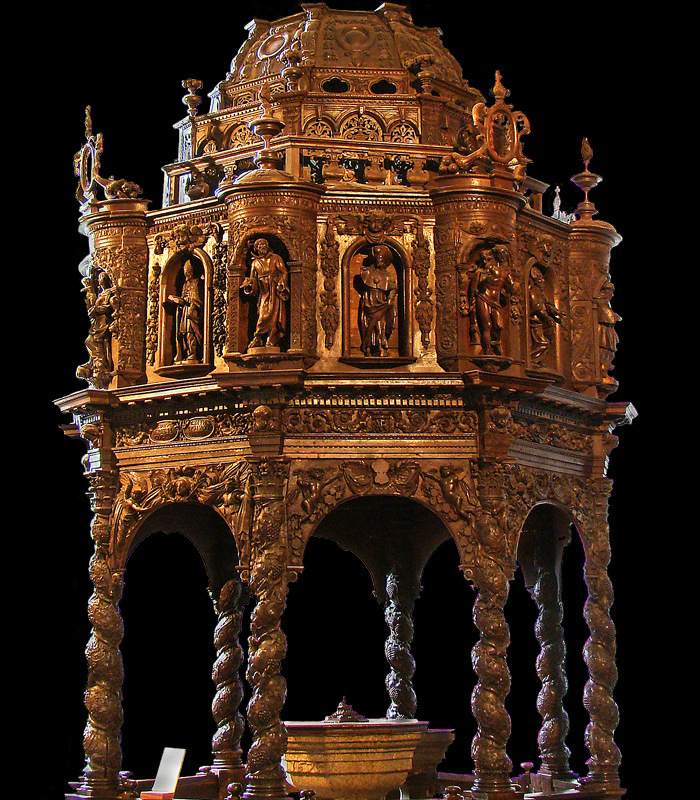
聖水盤
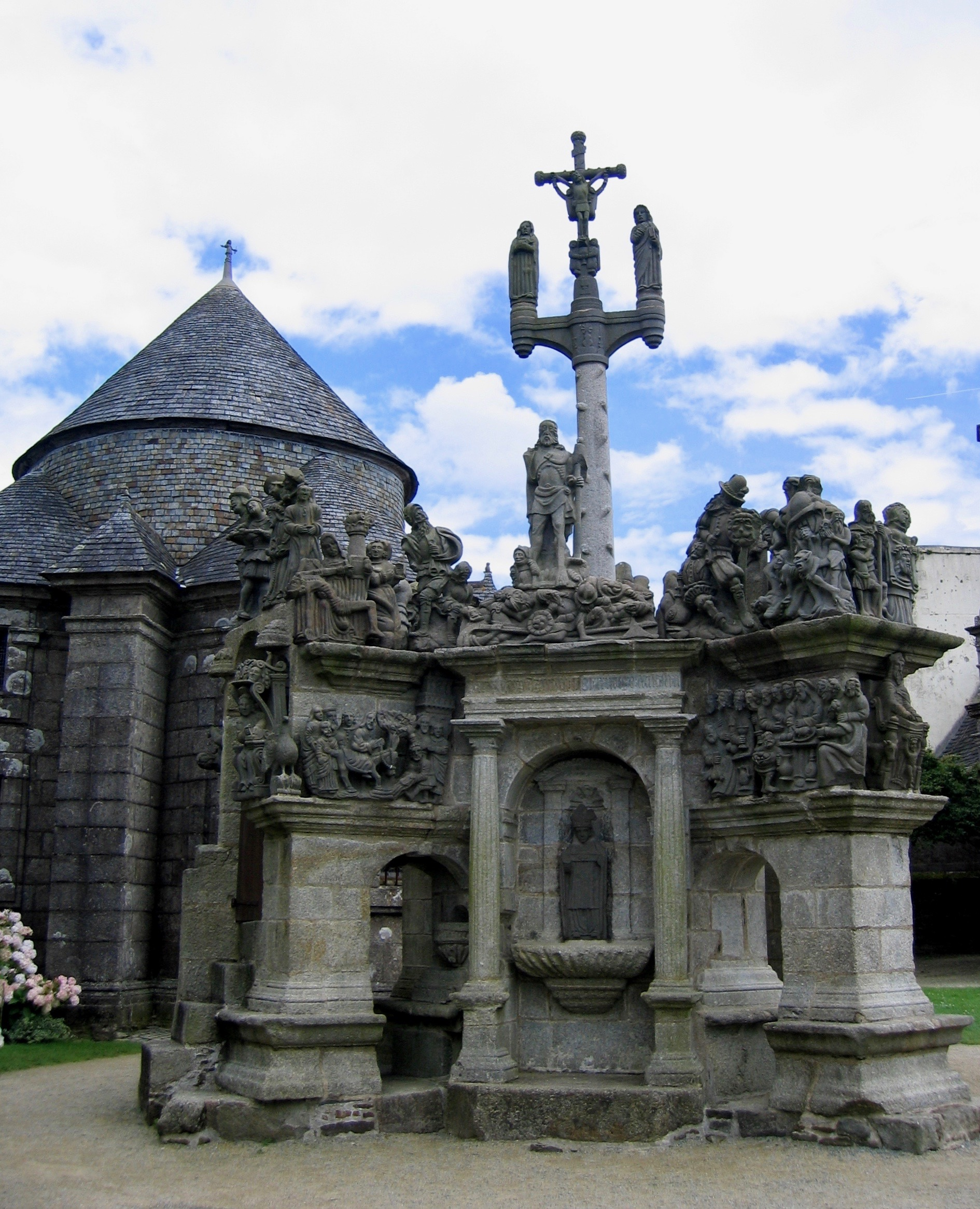
カルヴェール